# فاتوتينكي
فاتوتينكي (بالروسية: Ватутинки) هي مدينة في مقاطعة موسكو أوبلاست في روسيا. يبلغ عدد سكانها حوالي 9607 نسمة.